# Scrupt
Scrupt (1793 Serupt, 1801 Serut geschrieben) ist eine französische Gemeinde mit 124 Einwohnern (Stand: 1. Januar 2022) im Département Marne in der Region Grand Est (bis 2015 Champagne-Ardenne). Sie gehört zum Arrondissement Vitry-le-François und zum Kommunalverband Perthois-Bocage et Der.

## Geografie
Die Gemeinde Scrupt liegt im breiten Tal der Bruxenelle, etwa auf halbem Weg zwischen den Städten Vitry-le-François und Saint-Dizier in der historischen Landschaft Perthois. Äcker und Wiesen prägen das 11,46 km² große Gemeindegebiet. Im Osten hat die Gemeinde einen Anteil am großen Waldgebiet Bois de Maurupt. Umgeben wird Scrupt von den Nachbargemeinden Blesme im Norden, Saint-Lumier-la-Populeuse im Nordosten, Maurupt-le-Montois im Nordosten und Osten, Saint-Vrain im Südosten, Heiltz-le-Hutier im Süden sowie Haussignémont im Westen.

## Bevölkerungsentwicklung
| Jahr      | 1962 | 1968 | 1975 | 1982 | 1990 | 1999 | 2006 | 2013 | 2022 |
| Einwohner | 154  | 161  | 144  | 134  | 134  | 125  | 122  | 135  | 124  |

Im Jahr 1866 wurde mit 288 Bewohnern die bisher höchste Einwohnerzahl ermittelt. Die Zahlen basieren auf den Daten von cassini.ehess und INSEE.

## Sehenswürdigkeiten
- Kirche Saint-Remi, Monument historique[4]
- zwei Lavoirs
- Wasserturm

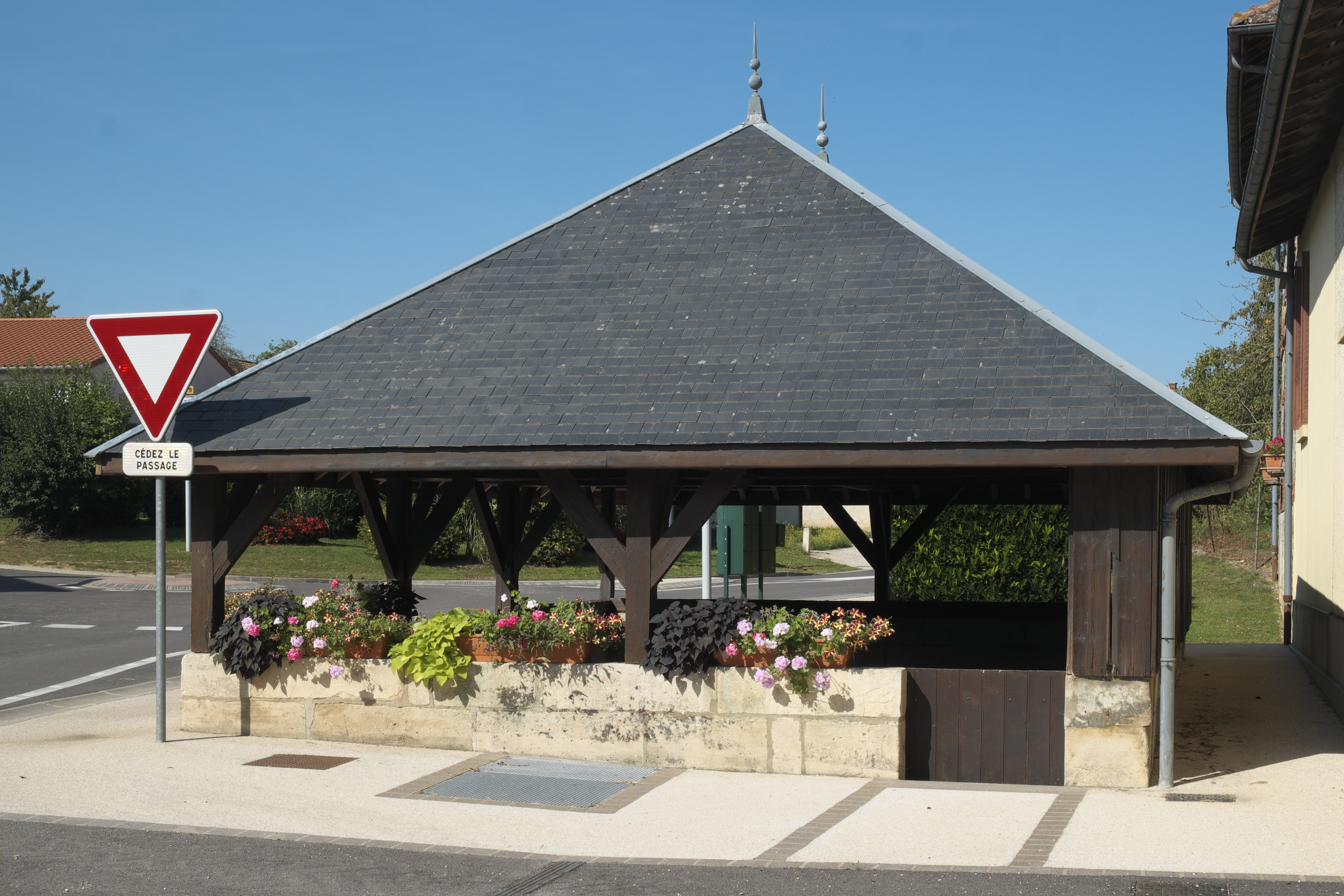
Lavoir

## Wirtschaft und Infrastruktur
In Scrupt sind acht Landwirtschaftsbetriebe ansässig (Anbau von Getreide, Hülsenfrüchten und Ölsaaten, Viehzucht).
Fünf Kilometer südwestlich von Scrupt besteht ein Anschluss an die autobahnartig ausgebaute RN 4 von Paris nach Nancy. Nahe Scrupt zweigt die Bahnstrecke Blesme-Haussignémont–Chaumont von der Bahnstrecke Paris–Strasbourg ab.

## Belege
1. ↑  Scrupt (Memento vom 12. März 2018 im Internet Archive), auf cassini.ehess.fr
2. ↑  Scrupt auf cassini.ehess
3. ↑  Scrupt auf INSEE
4. ↑  Eglise in der Base Mérimée des französischen Kulturministeriums (französisch)
5. ↑  Landwirtschaftsbetriebe auf annuaire-mairie.fr (französisch)